# Fotografia subacquea

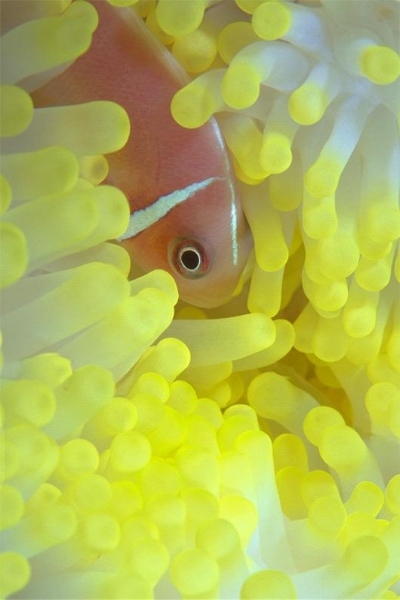
Una foto di un pesce pagliaccio nascosto tra i tentacoli di un anemone di mare.

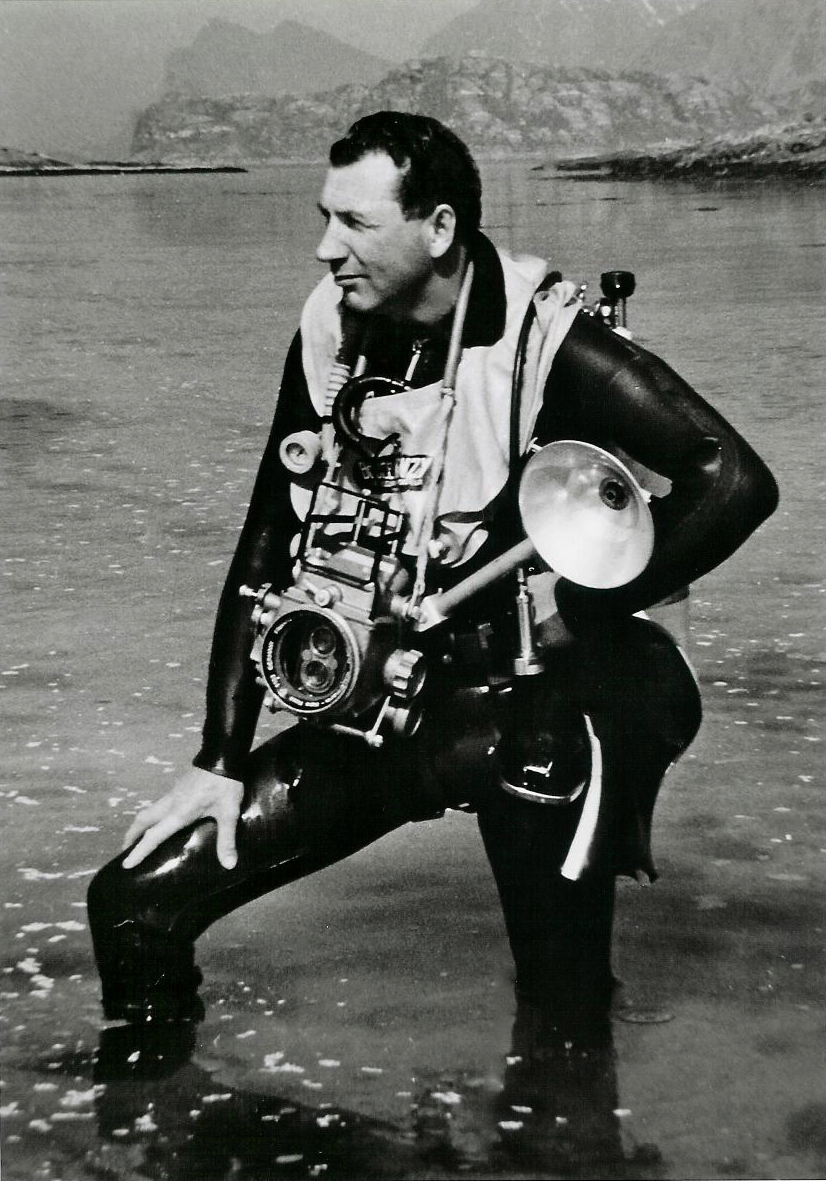
Odd Henrik Johnsen, pioniere norvegese delle immersioni con macchina fotografica subacquea (1960)

La fotografia subacquea è un tipo di fotografia scattata sott'acqua, durante un'immersione o anche praticando lo snorkeling, l'apnea o nuotando, utilizzando opportuni sistemi fotografici subacquei, un'attrezzatura apposita e particolari accorgimenti.

## Storia

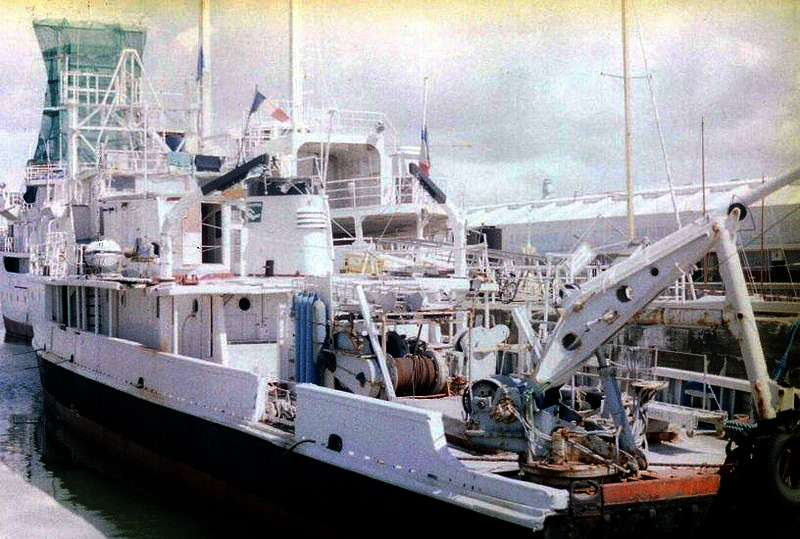
La Calypso di Jacques-Yves Cousteau.

A parte i primi tentativi e le prime fotografie "subacquee" realizzate da William Thompson (1856), Louis Boutan (1893), e W.H. Longley e Charles Martin (1923), il viaggio di Jacques-Yves Cousteau a bordo della Calypso in direzione dell'Oceano Indiano nel 1955 può essere considerato l'inizio della fotografia subacquea a colori come oggi la conosciamo. Lo accompagnava Luis Marden che, usando una macchina fotografica Rolleiflex (inserita in una custodia stagna per i primi piani) e una Leica (per i campi lunghi), grazie anche alla competenza dell'equipaggio della Calypso e a metodi totalmente artigianali – l'impermeabilizzazione dei filamenti delle lampade del flash, allora molto grosse, venne effettuata con cera bollente inserita con una siringa, ad esempio – rese possibili le prime sequenze di fotografie subacquee.
In seguito, per consentire la continuazione del lavoro, si unì all'equipaggio della nave anche Bates Littlehales, prima per fotografie di tipo "tradizionale" e, nel 1958, sott'acqua assieme a Marden, in prossimità dello Yucatán. Negli anni a venire i due sperimentarono i primi sintomi di una EGA durante un'immersione a 40 metri di profondità per verificare i limiti delle fotografie subacquee; questa li costrinse ad una terapia iperbarica forzata piuttosto lunga.
Durante un servizio fotografico nelle Isole Vergini Americane Littlehales realizzò una custodia subacquea, chiamata OceanEye, in grado di ospitare un'attrezzatura fotografica Nikon completa. Fu la prima a permettere l'utilizzo della strumentazione di questa marca sott'acqua.
Successivamente, la collaborazione tra Littlehales e David Doubilet del National Geographic portò ad ulteriori sviluppi fotografici: quest'ultimo iniziò a utilizzare il colore e a sperimentare sempre più le sue tecniche fotografiche, fino a realizzare le fotografie subacquee dette over/under (sopra/sotto).
Emory Kristof, sempre del National Geographic, venne in contatto con Littlehales e Marden e, nel 1976, sperimentò un'apparecchiatura subacquea di sua realizzazione per una ricerca del mostro di Loch Ness; questa non ebbe successo, ma Kristof ideò un sistema di scatto, sensibile al movimento, utilizzato in seguito nel 1977 e nel 1979 per una serie di fotografie nell'Oceano Pacifico che resero possibile la scoperta di alcune nuove specie marine. Sempre Kristof fu, nel 1991, il fotografo a realizzare un primo reportage del Titanic (la cui posizione era stata scoperta 6 anni prima) a 3.800 metri di profondità, alloggiando all'interno di un sommergibile russo per grandi profondità, il MIR I, e usando appositi proiettori per illuminare la scena.

### Cronologia
- 1856: William Thompson realizza la prima fotografia subacquea utilizzando una macchina fotografica montata su un palo.
- 1893: Louis Boutan realizza una fotografia subacquea durante un'immersione subacquea utilizzando una muta da palombaro.
- 1914: John Ernest Williamson realizza il primo filmato subacqueo, Thirty Leagues Under the Sea.
- 1923: W.H. Longley e Charles Martin realizzano la prima foto subacquea a colori, usando un flash al magnesio.
- 1954: Hans Hass realizza il documentario Unternehmen Xarifa, conosciuto anche come Under the Caribbean, in cui fa gran uso di riprese subacquee e che descrive la sua spedizione nei Caraibi, l'Isola del Cocco e le Galápagos.
- 1955: Luis Marden realizza la prima serie di fotografie subacquee, successivamente pubblicate sul National Geographic, con apparecchiature artigianali.
- 1957: Jean de Wouters e Jacques-Yves Cousteau costruiscono la macchina fotografica subacquea Calypsophot, che sarà in seguito prodotta dalla Nikon col nome di Nikonos.
- 1991: Emory Kristof fotografa il relitto del Titanic a 3.800 metri di profondità.

## Panoramica

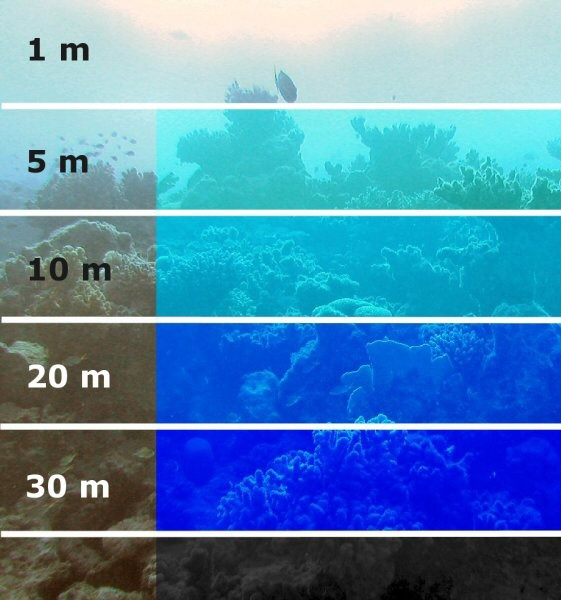
L'assorbimento della luce sott'acqua cresce man mano con la profondità.

La fotografia subacquea è considerata una particolare branca della fotografia, dal momento che richiede un'attrezzatura altamente specializzata e tecniche particolari per essere praticata con successo. Nonostante questi problemi, offre spunti fotografici notevoli: animali come i pesci e i mammiferi marini sono i soggetti più comuni, ma non si devono trascurare relitti, grotte sommerse, paesaggi subacquei e ritratti degli altri sub.
Dal momento che la fotografia subacquea viene generalmente effettuata in immersione, è importante che il fotografo-sub sia adeguatamente addestrato, in modo da potersi muovere in sicurezza, ma soprattutto che abbia un perfetto controllo dell'assetto. Una buona tecnica subacquea consente infatti di realizzare immagini migliori, dal momento che la fauna marina è meno spaventata da un sub tranquillo e si possono inoltre evitare spiacevoli danneggiamenti all'attrezzatura. Si possono inoltre incontrare condizioni sfavorevoli, come correnti forti, maree e scarsa visibilità, e un sub addestrato può destreggiarsi meglio in tali situazioni, cercando di evitarle quando possibile.
L'ostacolo principale incontrato dalla fotografia subacquea consiste nella drastica riduzione del colore e del contrasto quando ci si trova immersi ad una certa profondità: più le lunghezze d'onda della luce solare sono assorbite dall'acqua, più le foto acquistano una tonalità blu-verde, tipicamente spenta. La perdita di colore non solo aumenta scendendo in profondità, ma anche a causa della distanza, cosicché gli oggetti lontani dalla macchina fotografica risultano sfocati e stinti.
Un altro fattore che incide negativamente sulla resa dell'immagine è costituito dalle particelle in sospensione nell'acqua; pertanto, più essa è limpida e più le foto risultano nitide e simili all'ambiente di superficie, come accade, in generale, nei laghi di montagna e nelle grotte. Questo effetto si incontra ugualmente sia in acque normali sia nelle barriere coralline tropicali. L'assorbimento è selettivo a seconda della lunghezza d'onda: il primo colore a scomparire è il rosso, che a 5 metri di profondità è ridotto del 95%; in seguito, tutti gli altri colori, seguendo lo spettro visibile (arancione, giallo, verde, blu, violetto).
Queste problematiche vengono risolte tramite due accorgimenti in particolare: la riduzione della distanza e l'uso di un flash fotografico.

### Riduzione della distanza
La prima tecnica consiste nell'avvicinare quanto più possibile la macchina fotografica al soggetto, riducendo la perdita cromatica dovuta alla distanza. Si possono in questo caso utilizzare lenti grandangolari, che consentono una messa a fuoco molto chiusa, oppure lenti per macro, che consentono di mettere a fuoco ad una distanza minima dalla macchina.
In pratica, si cerca di non tenere mai più di 1 metro d'acqua tra la macchina e il soggetto.

### Utilizzo del flash

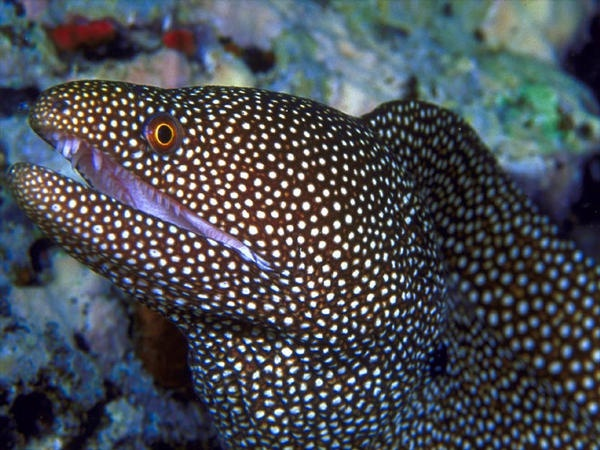
Una murena fotografata col flash subacqueo.

La seconda tecnica consiste nell'utilizzo di un flash fotografico per recuperare i colori persi a causa dell'assorbimento verticale della luce. Questi flash, usati nel modo corretto, consentono di ripristinare tutte le lunghezze d'onda di luce visibile.
L'uso di un flash fotografico o di una luce stroboscopica è però spesso indicato come uno degli aspetti più complicati della fotografia subacquea. Riguardo all'utilizzo corretto del flash vi sono alcuni errori comuni, di solito legati all'uso di questo con lenti grandangolari.
Generalmente il flash dovrebbe essere utilizzato per rendere più semplice l'esposizione e ripristinare la perdita di colore e non come luce primaria; solo di notte o in luoghi come l'interno di caverne o relitti le immagini possono essere illuminate al 100% dal flash.
Di solito il fotografo deve cercare di creare un bilanciamento tra la luce solare, per quanto limitata, e il flash. In profondità, con scarsa luce e scarsa visibilità, questo può essere complicato ma deve comunque essere tenuto presente. Molte macchine fotografiche attuali hanno reso più semplice questo processo offrendo svariati metodi di esposizione; inoltre, l'uso di tali macchine ha ulteriormente aiutato la fotografia subacquea, dando la possibilità al fotografo di vedere il risultato immediatamente, potendo correggere eventuali errori in uno scatto successivo e, soprattutto, non limitando il reportage fotografico alle 24/36 pose di una pellicola fotografica.

#### Backscattering
Un'ulteriore complicazione è causata dal fenomeno del backscattering (letteralmente, dispersione all'indietro), che si verifica quando la luce del flash viene riflessa e diffusa dalla polvere sospesa e dal plancton. Sebbene apparentemente limpida, infatti, l'acqua contiene un'enorme quantità di queste particelle, anche se non visibili dall'occhio umano. La miglior tecnica per evitare il backscattering è di posizionare il flash lontano dal piano primario della macchina fotografica, posizionandolo cioè in modo da non illuminare l'acqua di fronte alla lente ma soltanto il soggetto. Per ottenere questo risultato occorrono appositi estensori, a volte snodabili, che sorreggono il flash, e, ovviamente, relativa maggiore lunghezza dei cavi di collegamento.
Nel caso si utilizzi una lente macro il fotografo può invece utilizzare tranquillamente il flash, in quanto il soggetto è abbastanza vicino da evitare il backscattering e, soprattutto, la luce solare non è spesso sufficiente per rendere a pieno i particolari.

#### Soluzioni alternative

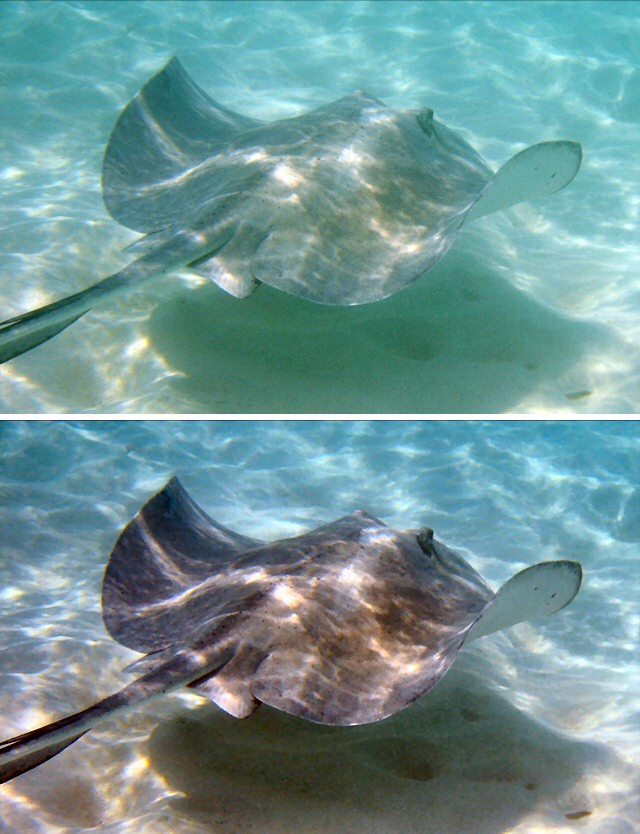
Differenze tra una foto subacquea di una razza, prima (sopra) e dopo (sotto) un intervento di post produzione con un software di fotoritocco.

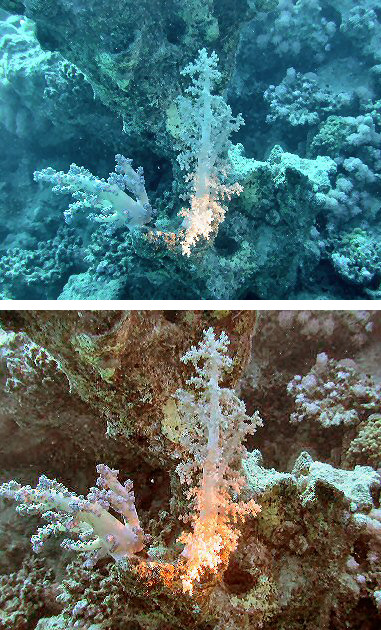
Evidente divario tra foto scattate con una temperatura di colore di 6000 K (sopra) e di 4200 K (sotto).

Vi sono stati molti tentativi di evitare l'uso del flash, per la maggior parte falliti; in teoria, l'utilizzo di appositi filtri fotografici può servire a ridurre la componente blu della foto, ma non è comunque efficace a 100%. L'ammontare di questa componente, infatti, varia con la profondità e con la nitidezza dell'acqua, e vi sono comunque notevoli riduzioni del contrasto.
Molte fotocamere digitali hanno impostazioni che possono fornire una certa correzione dei colori, causando però altri problemi. Ad esempio, un'immagine "spostata" verso la parte calda dello spettro visibile può generare uno sfondo violaceo o rosato, molto innaturale a vedersi. I risultati migliori si sono ottenuti con filtri combinati all'uso del formato RAW in fotocamere di fascia alta, che consentono un processo di post produzione molto approfondito. Questo approccio risulta limitato a profondità non eccessive, dove non vi è troppa perdita di colore; d'altro canto, può essere molto utile in caso di soggetti larghi, come nel caso di relitti che non possono essere adeguatamente illuminati da un singolo flash.
Sebbene le fotocamere digitali abbiano rivoluzionato molti aspetti della fotografia subacquea, è molto improbabile che l'uso del flash venga quindi eliminato, in quanto dal punto di vista estetico il flash spesso è necessario a far risaltare il soggetto della foto. In aggiunta, il problema della perdita del colore e del contrasto non sempre può essere risolto con software di fotoritocco come Adobe Photoshop, Paint Shop Pro o The GIMP, per citarne alcuni.

## Attrezzatura stagna

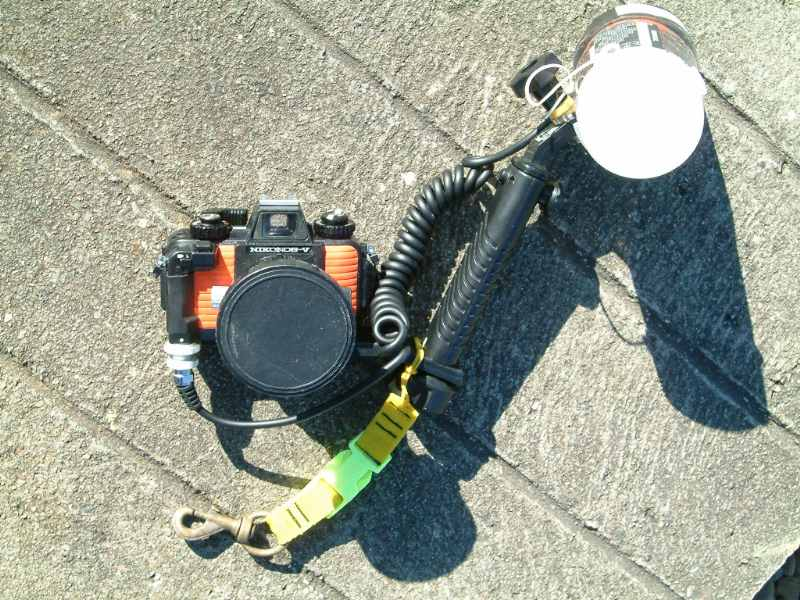
Un modello di Nikonos.

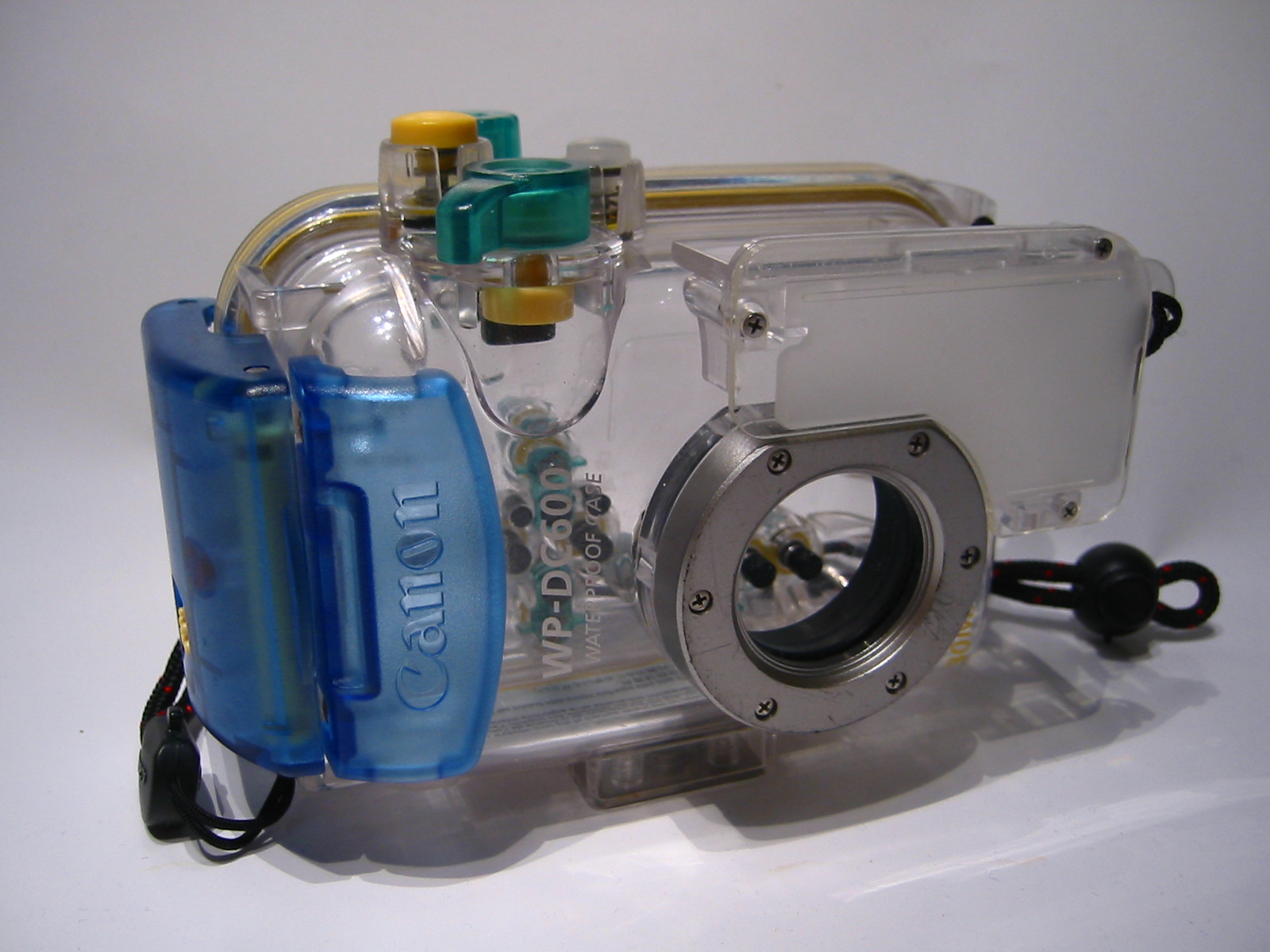
La custodia subacquea di una Canon digitale.

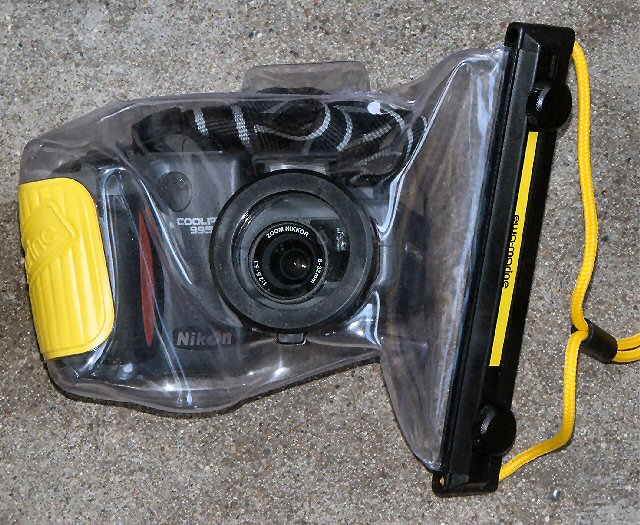
Una Nikon Coolpix E-995 con custodia subacquea morbida.

L'equipaggiamento per la fotografia subacquea deve avere la caratteristica fondamentale di essere completamente stagno e in grado di sopportare la pressione dell'acqua. Si può utilizzare per lo scopo una macchina a tenuta stagna come la Nikonos, progettata appositamente per l'uso subacqueo o, più spesso ancora, si può usare una normale macchina fotografica (digitale o a pellicola) all'interno di una custodia subacquea. Quest'ultima soluzione ha molti vantaggi, tra cui quello di poter riutilizzare la propria macchina sia sott'acqua sia per la fotografia normale, così come di poter usare una qualsivoglia lente nella propria attrezzatura. In pratica, però, un fotografo subacqueo utilizzerà solo lenti grandangolo o per macro, per via dei motivi esposti sopra.
Tutte le custodie subacquee sono munite di manopole esterne al guscio, per poter accedere alle funzioni della macchina, e di connettori per il flash esterno (in quanto quello interno verrà coperto e reso inefficace dalla custodia). Così come era per le Nikonos così le custodie sono a tenuta stagna, ottenuta con l'uso di guarnizioni di silicone in tutti i punti critici.

### Problematiche
Vi sono alcune problematiche ottiche riguardo all'uso di custodie subacquee.
Per via della rifrazione attraverso l'involucro l'immagine sarà distorta, in particolare nel caso si utilizzino lenti grandangolo. La soluzione è di usare un'apposita lente con lo scopo di correggere la distorsione. Molti produttori inseriscono queste lenti direttamente nella custodia, di solito specifica per un tipo particolare di macchina fotografica, altri invece forniscono lenti apposite a seconda dell'obiettivo usato. Un altro problema che si verifica con le fotocamere digitali (specialmente con le compatte), invece, è di non avere, spesso, un grandangolo. Per risolvere questo problema si possono utilizzare però ottiche supplementari che suppliscano a questa mancanza.
Con le lenti per macro la distorsione causata dalla rifrazione è invece irrilevante, e di solito si può evitare l'utilizzo di una lente sull'involucro. Infatti la rifrazione aumenta la magnificazione della lente, fatto che va a vantaggio del fotografo nel caso si trovi a fotografare soggetti molto piccoli.

## Over/Under

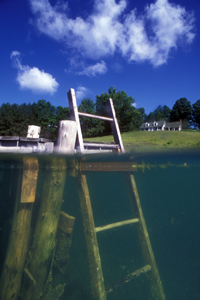
Un pontile in Vermont fotografato over/under.

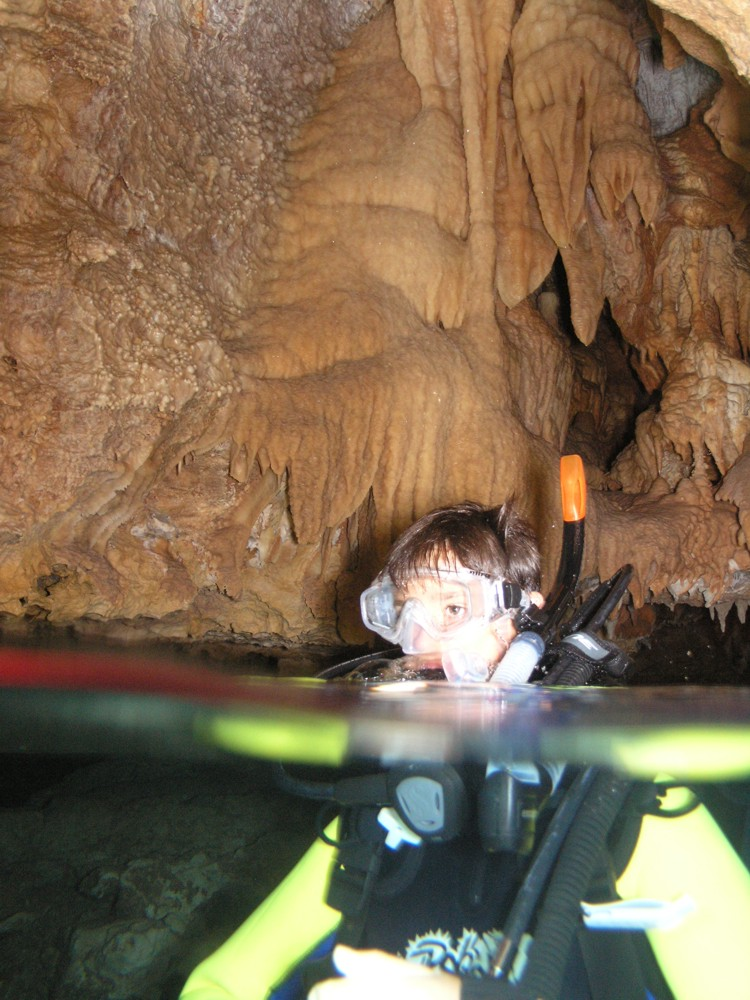
Lago interno della Grotta dei Fantasmi ad Alghero, fotografato over/under (da notare il corpo del sub che nella parte sommersa appare più ingrandito o "ravvicinato").

Un altro tipo di fotografia, considerato parte di quella subacquea, è quello definito in inglese over/under (sopra/sotto) o split image (immagine spaccata); si tratta di una composizione fotografica che include approssimativamente metà foto sopra il livello dell'acqua e metà sott'acqua. La tecnica venne introdotta dal fotografo David Doubilet del National Geographic per riprendere scene contemporaneamente sopra e sotto il pelo dell'acqua. Questo tipo di immagini è comune nelle riviste di subacquea, che mostrano spesso sub che nuotano sotto un'imbarcazione oppure vicino ad una barriera corallina, con la costa sullo sfondo.
Le fotografie over/under presentano alcune sfide ulteriori rispetto alla maggior parte della fotografia subacquea. Normalmente si utilizza una lente grandangolare, nello stesso modo in cui la si utilizza per la fotografia subacquea, ma l'esposizione della parte sopra l'acqua sarà di molto differente da quella sommersa. Inoltre si deve affrontare il problema della rifrazione del segmento subacqueo e di come questo influenzi il fuoco in relazione al segmento fuori dall'acqua. Vi sono a questo proposito alcuni speciali filtri fotografici che vengono utilizzati per ovviare a entrambi questi problemi. Inoltre, è da considerare la differenza di "vista" delle dimensioni, che fanno apparire la parte sommersa apparentemente più vicina: in questo caso si dovrebbe sopperire con un doppio scatto a sezioni oscurate e invertite, con relativa zoomata differenziata, cosa per altro molto complicata e difficile da attuare.
Anche il fotoritocco digitale può essere utilizzato per "giuntare" due immagini, creando l'effetto di una fotografia over/under.

## Pellicola o digitale
Dall'avvento della tecnologia digitale esiste nel campo della fotografia subacquea – come nella fotografia in generale – una discussione relativa alle differenze di qualità e di tecnica fotografica, legate soprattutto ai risultati ottenuti.
I pareri sono tuttora discordanti: alcuni sostengono che il digitale non abbia ancora raggiunto i livelli di qualità della pellicola, altri esattamente l'opposto. Emblematica è la situazione nel campo video: nelle riprese televisive si usano telecamere a supporto magnetico o elettronico, mentre per la realizzazione dei film si usa più spesso la cinepresa a pellicola. 
Oltre a ciò, nella fotografia di oggetti in movimento anche le migliori macchine fotografiche hanno un ritardo, seppur breve, tra il momento dello scatto e l'acquisizione dell'immagine. Questo fa sì che talvolta si rischi di perdere il momento giusto per lo scatto, per esempio fotografando un pesce che si muove di scatto. Per ovviare a questo problema nelle competizioni di caccia fotografica dove l'insieme dei fattori (messa a fuoco, nitidezza, inquadratura, etc.) determinano il giudizio finale si predilige l'uso della macchine tradizionali con scafandro.
A favore delle digitali va sicuramente la praticità di non dover attendere lo sviluppo della pellicola, potendo disporre subito delle immagini finali, anche in gran quantità a seconda della memoria disponibile; un rullino al massimo potrebbe offrire invece circa 40 scatti. Altro notevole vantaggio che ha contribuito alla diffusione delle macchine digitali è il poter giudicare le foto sottacqua, al momento dello scatto, e anche un minor costo dell'attrezzatura.

## Galleria d'immagini
| - Parco nazionale dei laghi di Plitvice, in Croazia. - Foto delle acque delle Isole Mauritius realizzata con una Nikonos. - Un pesce angelo imperatore. - Un ritratto subacqueo di una compagna di immersione. |